# Estación de Benimàmet
Benimàmet  es una estación de la línea 2 de Metrovalencia ubicada en Benimàmet. Fue inaugurada el 8 de octubre de 1988 siendo estación de superficie. En el año 2011 fue reinaugurada ya que pasó a ser estación subterránea junto con la de Les Carolines-Fira.
Consta de dos vías separadas por un andén.
El acceso se encuentra en la plaza Luis Cano.